# Anders Rydberg
Pour les articles homonymes, voir Rydberg.
Anders Rydberg (né le 3 mars 1903 à Göteborg en Suède et mort le 26 octobre 1989) était un footballeur international suédois, qui évoluait au poste de gardien de but.

## Biographie
Il commence sa carrière professionnelle en 1923 à l'IFK Göteborg.
Le 16 juin 1927, il fait ses débuts en international contre la Norvège. Avec l'équipe de Suède, il est sélectionné pour jouer pendant la coupe du monde 1934 en Italie.
Sa dernière sélection est le 16 juin 1935 contre le Danemark.